# ダークトライアド

ダークトライアドの三角形

心理学においてダークトライアド (英: dark triad) とは、自己愛症 (narcissism〔ナルシシズム〕)、権謀術数主義(Machiavellianism〔マキャヴェリアニズム〕)、精神病質 (psychopathy〔サイコパシー〕) の3つのパーソナリティ特性の総称である。

## 概要
これらに加虐性欲 (sadism〔サディズム〕)を加え、ダークテトラッドとする場合もある。「ダーク」と付くのは、これらの特性を持つ人々が悪の気質を持つことを意味する。
応用心理学においてダークトライアドの研究は、特に法執行、臨床心理学、経営管理などの分野でなされている。この3つの特性が高い人々は、犯罪を起こし、社会的苦痛を引き起こし、組織にとって重大な問題を引き起こす恐れがあり、それは特にリーダーシップポジションに置かれたときは顕著となる。
ダークトライアドの各要素は概念的には区別されるものであるが、経験的な証拠ではそれらの重なりが示されている。彼らは不自然な対人的なスタイルに関連づけられる。
- ナルシシズムは、誇大性、自尊心、エゴティズム、共感の欠如が特徴とされる[10]。
- マキャヴェリズムは、対人操作、搾取、道徳観に対する冷笑的無視、自己中心や欺瞞を特徴とする[11]。
- サイコパシーは、継続的な反社会的行動、衝動性、利己主義、無反省を特徴とする[12]。

グラスゴー・カレドニアン大学における因子分析によれば、ビッグファイブ（主要5因子）においては協調性の低さが最もダークトライアドと関連性があり、また神経症傾向および低い誠実性は一部のダークトライアドの人々と関連性があった。

## 歴史
1998年にマホスキー、ウツェル、シヤルトは、ナルシシズム、マキャヴェリズム、サイコパシーはそれぞれの領域が重なっており、一般のそういった人達の間では多かれ少なかれ互いに交換可能であると主張して論争を引き起こした。デルロイ・パウルスとマホスキーは、その後にアメリカ心理学会の会議でこれらの視点について議論し、発表された論文の中で発展し続けている研究に刺激を与えた。パウルスとウィリアムスは、2つの特性の間に行動、性格、認知的な違いがあることを発見し、2つの特性が異なる構成体であることを示唆した。しかし、それらがどのように、そしてなぜ重複するのかを明らかにするためにはさらなる研究が必要であると結論した。

## 構成要素
ダークトライアドの間には、概念的および実証的にかなりの重複がある。例えば、研究者らは、3つの特性はすべて、共感の欠如、対人敵意、対人攻撃性などの特徴を共有していると指摘している。部分的にはこの重複のために、ダーティーダズンズとショート・ダークトライアド(SD3)のような3つのダークトライアドを同時に測定することを試みる多くの測定法が近年開発された。
しかし、根本的には、これらの尺度のほとんどはアンケート形式であり、自己反応や観察者反応(例えば、上司や同僚からの評価)のいずれかを必要とする。どちらの方法も、回答者が騙そうとする可能性があるため、社会的に嫌悪すべき特性を測定しようとする場合にはその点で問題となることがある。より特異的な交絡は、特にダークトライアドとマキャベリ主義についても存在するかもしれない。つまり、他人を欺いたり操ったりすることに長けている人物は、他人からは欺瞞や人を操ることがほとんどないと見なされるように振る舞っているため、不正確な評価を受ける可能性が高い。
こういった批判やダークトライアドの要素間で見られた共通性にもかかわらず、その構成要素は関連しているものの、それぞれ異なるという研究結果がある。

### マキャヴェリズム
ニッコロ・マキャヴェッリが提唱した政治哲学にちなんで名付けられたこの特性を高く有する人たちは、シニカル(懐疑的な意味ではなく、道徳的な自己利益の意味)で、節操がなく、冷淡で、人間関係を操作することが人生の成功の鍵であると信じ、それに従って行動する。マキャヴェリズムの尺度の得点はビッグファイブの要素である協調性(r=−.47)、誠実性(r=−.34)と負に相関する。また、マキャヴェリズムはサイコパシーとも有意に相関している。

### ナルシシズム
ナルシシズムで高いスコアを獲得した人物は、高潔さ、権利、優位性、優越性を示す。ナルシシズムはビッグファイブの要素である外向性(r=.42)と開放性(r=.38)で正の相関を示し、協調性(r=−.36)と負の相関を示した。ナルシシズムはサイコパシーと有意な相関があることもわかっている。

### サイコパシー
ダークトライアドの中で最も悪意があると考えられているが、精神病質で高いスコアを獲得する人は、低いレベルの共感と、高いレベルの衝動性やスリル追求を示す。サイコパシーと反社会性パーソナリティ障害の類似性は、一部の研究者によって指摘されている。DSM‐5は、サイコパシーを反社会的人格障害スペクトルの最上位に分類する。ASPD患者の約30%はサイコパスにも分類される。サイコパシーは、外向性(r=.34)、協調性(r=−.25)、誠実性(r=−.24)、神経症傾向(r=−.34)、開放性(r=.24)の全てのビッグファイブ性格特性と相関することがわかっている。
|                  | 開放性 | 誠実性 | 外向性 | 協調性 | 神経症的傾向 |
| ---------------- | ------ | ------ | ------ | ------ | ------------ |
| マキャヴェリズム |        | -0.34  |        | -0.47  |              |
| ナルシシズム     | 0.38   |        | 0.42   | -0.36  |              |
| サイコパシー     | 0.24   | -0.24  | 0.34   | -0.25  | -0.34        |

## ダークトライアドの拡大 (ダークテトラッド)
何人かの研究者は、ダークトライアドに新たに含められる「第4の特性」としてサディズムを挙げ、ダークトライアドが拡大され、「ダークテトラッド」となることを示唆している。日常的なサディズムは、残酷さを楽しむことと定義され、一般的に最も追加される特性の1つである。サディズムはダークトライアドと高い相関があるが、研究者はサディズムがダークトライアドを超えた反社会的行動を予測することを示している。また、境界性パーソナリティ障害やステータス駆動型のリスクテイクも追加要素として提案されている。

## 起源
長く議論されてきた「生まれか育ちか」という問題は、ダークトライアドにも適用されている。ダークトライアドの特徴の起源を探る研究が始まっており、ビッグファイブの研究と同様に、ダークトライアド特性の発達に生物学（自然）と環境要因（育成）の相対的な貢献を理解するために実証研究が行われてきた。
研究者が遺伝的要因と環境的要因が性格（およびより一般的には個人差）に及ぼす相対的な影響を解剖しようとする方法の一つに、「双子研究」という大まかな見出しの下でグループ化された広範な調査手法が存在する。例えば、双子研究の一つのアプローチとして、研究者は一卵性双生児（MZ）または一卵性双生児と二卵性双生児（DZ）または兄弟姉妹の双生児における性格のスコアを比較する。この研究デザインの双子は両方のタイプの双子が一緒に育てられているので、すべての双子ペアは100％共通の環境を共有しているとみなされる。対照的に、一卵性双生児は100％の遺伝子を共有しているのに対し、二卵性双生児は約50％の遺伝子しか共有していない。したがって、どのような性格形質についても、まずMZ相関（100%の共通環境と100%の遺伝子共有を反映）を求め、DZ相関（100%の共通環境と50%の遺伝子共有を反映）を差し引くことで、遺伝的影響を分離することが可能になる。この差は遺伝的影響の50％を表し、2倍にすると遺伝的影響の100％を占めると言われており、遺伝性の指標（遺伝率と呼ばれ、h2で表される）を導き出す一つの方法である。同様に、MZ-h2は共通環境の影響力の推定値と考えることもできる。最後に、個人差と環境が行動の全体を占めることになっているので、h2と共通環境の影響力の和を1から差し引くと、固有環境や非共有環境の影響力に等しいとされている。

### 生得的要因
ダークトライアドの3つの形質はすべて、実質的な遺伝的要素を持っていることがわかっている。また、ダークトライアドの間で観察される関係性、ダークトライアドとビッグファイブの間で観察される関係性は、遺伝子の個人差によって強く駆動されることが知られている。しかし、サイコパシー（h2 = 0.64）とナルシシズム（h2 = 0.59）はどちらも比較的大きな遺伝性成分を持っているが、遺伝の影響を適度に受けているものの、マキャヴェリズム（h2 = 0.31）は他の2つの形質よりも遺伝性が低いことがわかっている。

### 環境的要因
生得的要因と比較すると、環境要因の影響はより微妙であり、ダークトライアド形質の発達に関連した個人差の変動は少ないが、依然重要なものであるように思われる。非共有またはユニークな環境因子（定義と数学的導出は、上記の「起源」の最後に含まれている）の影響は、3つのダークトライアド形質すべての分散の有意な量を占めている（ナルシシズム=0.41、マキャヴェリズム=0.30、サイコパシー=0.32）。一方で、マキャヴェリズム（r=0.39）だけが共有環境因子と有意に関連していることが判明している。このことには立証が必要であるが、一部の研究者はこの後者の知見を（上記のセクションで述べた比較的少ない遺伝率と合わせて）、マキャヴェリズムが経験の影響を受ける可能性が最も高いダークトライアドの形質であることを意味していると解釈している。少なくとも、マキャヴェリズムの修正可能性に関するこの考え方は、遺伝的要因に起因する変動が少ないほど、他の要因に起因する変動が多いはずであり、「他の」要因は伝統的に環境的要因として同義化されてきた。

### 進化
進化論もまた、ダークトライアド特性の発達を説明する可能性がある。進化的な行動は、ダークトライアドの発達だけでなく、ダークトライアドの繁栄をも予測していると主張されている。実際、ダークトライアドの特性を持つ個人は、社会で非常に成功することがわかっている。しかし、この成功は一般的にはすぐ終わる。ダークトライアドの特徴に関連する主な進化論は、交配戦略を強調している。この議論は、生活史戦略の概念に焦点を当てている。交尾を重視することは「早産」戦略と呼ばれ、子育てを重視することは「遅産」戦略と呼ばれる。ダークトライアドの形質が速い生活史戦略と関連しているという証拠はいくつかあるが、いくつかの結果が混在しており、3つのダークトライアドの形質すべてがこの戦略と関連しているわけではない。より詳細なアプローチでは、形質をより詳細に分析することで、これらの混合した結果のいくつかを説明しようとしている。これらの研究者は、ダークトライアドのいくつかの構成要素が速い生活戦略に関連している一方で、他の構成要素は遅い生殖戦略に関連していることを発見した。

### 不顕性の次元と障害
一般的に、臨床医は、2つの特徴（ナルシシズムとサイコパシー）を病的なもの、治療が必要なもの、そして本質的に望ましくないもの、例えば社会的に非難されたり、個人的には逆効果になるものとして扱っている。しかし、他の人は、適応的な資質が不適応なものを伴うこともあるかもしれないと主張している。進化論的観点（上記）では、ダークトライアドは異なる交配戦略を表すものと考えられている。遺伝子プールにおけるそれらの頻度は、少なくとも何らかの局所的な適応を必要とする。
これらの形質の日常的なバージョンは、学生や地域社会のサンプルに現れ、日常生活でうまくやっていける個体の間では、高いレベルでさえ観察される。これらのサンプルにおいても、攻撃性、人種差別、いじめなどの社会的嫌悪との相関があることが研究で示されている。
ナルシシズムは、ジークムント・フロイトの著作の中で議論され、臨床診断としてのサイコパシーは、1941年に出版されたThe Mask of Sanityでハーベイ・クレックリー（Hervey Cleckley）の初期の著作の中で取り上げられている。ナルシシズムとサイコパシーの次元モデルを考えると、一般集団に適した自己報告評価を用いることで補完され、こうした特徴を不顕性レベルで研究することができるようになった。一般集団では、不顕性サイコパスの有病率は約1％、臨床サイコパスの有病率は約0.2％と推定されている。残念ながら、一般集団における臨床的ナルシシズムと不臨床的ナルシシズムのどちらの有病率も信頼できる推定値はないようである。
実証研究に関しては、サイコパシーが正式に研究されるようになったのは1970年代に入ってからで、ロバート・ヘアの先駆的な努力により、彼のサイコパシー・チェックリスト（PCL）とその改訂版（PCL-R）が発表された。ヘアは著書『良心のない人』の中で、サイコパシーに心理学的に重要な事柄について自己申告を求めても、必ずしも正確で偏りのないデータが得られるとは限らないことを指摘している。しかし、最近では、Levenson Primary and Secondary Psychopathy Scales、The Psychopathic Personality Inventory、Self-Report Psychopathy Scaleなどの自己申告式の尺度を用いて、次元領域のサイコパシーを研究する努力が続けられている。
同様に、1979年にラスキンとホールによって人気のある「Narcissistic Personality Inventory」が作成されるまでは、サイコパシーの評価には臨床的面接が必要であった。NPI以降、パーソナリティ障害の評価に自己報告の代替手段を提供しようとする他の尺度がいくつか登場している。さらに、「病的な」ナルシシズムを研究するための新しい尺度が開発された。
マキャヴェリズムは、精神疾患の診断と統計マニュアル（DSM）のどのバージョンでも言及されたことがない。この特性は厳密に人格の構成要素として扱われてきた。Mach-IVの原版は、今でも実証研究で最も広く使われている。

## グループ間の差異
その差の大きさは特徴や使用する測定器によって異なるが、多くの研究で男性の方がナルシシズム、マキャヴェリズム、サイコパシーのスコアが女性よりも高い傾向があることが示されている。自己愛に関連した興味深い発見の1つは、非代表的なサンプルに基づくものではあるが、1992年と2006年のコホートデータを比較すると、男性の方が女性よりも高いスコアを出し続けている一方で、性差はかなり縮小しているように見えることである。より具体的には、前述の調査結果は、男女の大学生の間で、時間の経過とともにナルシシズムのレベルが一般的に増加していることを示しているが、比較的、女性のナルシシズムの平均レベルは男性のナルシシズムの平均レベルよりも増加している。
ダークトライアド特性の人種差に関する情報ははるかに少なく、利用可能なデータは全体の人口を代表するものではない。例えば、学部生の参加者を用いた2008年の研究では、白人はアジア人に比べてナルシシズムのレベルが高いと報告されている。同様に、2008年に行われた学部生を対象とした別の研究では、白人はマキャヴェリズムのスコアが非白人に比べてわずかに高い傾向があることがわかった。サイコパシーに民族差があるかどうかを見極めようとする場合、研究者はさまざまな測定尺度（例えば、自己報告サイコパシー尺度やサイコパシー・パーソナリティ・インベントリ）を用いてこの問題に取り組んできたが、どの測定尺度を用いても人種差は見出されていない。さらに、矯正施設、薬物乱用施設、精神科のサンプルから得られた白人とアフリカ系アメリカ人を比較したところ、精神病の有病率が一般的に高いグループでは、研究者たちはまたしても、精神病における有意な集団差を見つけることができなかった。しかし、リチャード・リンによる物議を醸した研究では、サイコパシーにはかなりの人種差があることが判明した。リンは「連続的に分布する特徴として概念化された精神病性人格には人種的・民族的な違いがあり、そのような特徴の高い値は黒人やネイティブアメリカン、中間値はヒスパニック系、低い値は白人、一番低い値は東アジア人である」と主張している。
ダークトライアド特性の世代間またはコホート間の違いを分析する際の焦点となる変数は、いわゆる「ジェネレーション・ミー」または「ジェネレーション・エンタイトルメント」と呼ばれる世代が、前の世代よりも高いレベルのナルシズムを示すだろうという仮説から生じたナルシズムである傾向がある。実際、1979年から2006年の間に16,000人以上の米国の大学生から収集したナルシシズム・パーソナリティ・インベントリの回答の分析に基づいて、ナルシシズムの平均レベルは時間の経過とともに上昇していると結論づけられた。同様の結果は、各大学のキャンパス内での変化を分析した追跡調査でも得られた。ツェスニエフスキーとドネラン (2010)は、相反する証拠を提示し、世代を超えて気質や行動戦略に大きな変化はなかったと主張しているが、彼らは、現在の世代は信頼感が低く、よりシニカルであることに注目している。

## 展望

### 職場
オリバー・ジェームズは、3つのダークトライアドの性格特性をそれぞれ職場で一般的に見られるものとして特定している。ファーナム (2010)は、ダークトライアドがリーダーシップの獲得や対人影響力に関係していることを明らかにしている。ダークトライアドと職場での成果のメタ分析では、ジョンソンとその同僚 (2012)は、ダークトライアドの特徴のそれぞれが職場において操作に関連しているが、それぞれがユニークなメカニズムを介して関連していることを発見した。具体的には、マキャヴェリズムは過剰な魅力を用いた操作と関連しており、ナルシシズムは身体的な外見を使った操作と関連しており、サイコパシーは身体的な脅威と関連している。ジョンソンらはまた、ダークトライアドの形質が完全にジェンダーと職場の操作の関係を媒介していることを発見した。また、ダークトライアドの特徴は、上級管理職やCEOにもかなりよく表れていることがわかっている。

### ネットの荒らし
最近の研究では、荒らしと認定された人はダークトライアドの性格的特徴を持つ傾向があり、サディズム、反社会的行動、サイコパシー、マキャヴェリズムの兆候を示すことがわかっている 。2013年の事例研究では、反社会的な活動と炎上した荒らしの間には多くの類似点があることが示唆され、2014年の調査では、荒らしは日常的なサディズムのインターネット上での症状であることが示されている。どちらの研究も、この荒らしが思春期と大人のいじめにつながっている可能性を示唆している。

### 配偶戦略として
研究では、平均して人格的特徴のダークトライアドを示す人は、速い交配戦略を持っていることが示唆されている。より多くのセックスパートナーを持っていることを報告し、カジュアルセックスにより好意的な態度を示し、短期的な相手の基準を引き下げ、他人から仲間を盗むか密猟する傾向があり、薬物乱用の形でより多くのリスクを取り、時間がかかるがより大きな金額を得るよりも、すぐに貰えるが少ない金額を得る傾向があり、限られた自制心とADHD症状の高い発生率があり、現実的でゲーム感覚のロマンススタイルを持つ。これらの特徴は、一般的に、仕事での生活への搾取的、日和見主義的、そして保護主義的なアプローチによって実行されるように見える速い生活戦略の一部として認識されている。
ダークトライアドと生殖の成功の間の正確な関係については、エビデンスが混在している。例えば、サイコパスの場合の生殖の成功のための経験的証拠が不足している。さらに、これらの特徴は普遍的に短期志向というわけではなく、すべてが衝動的でもない。さらに、上記の段落で引用されたダークトライアド関係に関連して報告されている研究の多くは、遺伝学的そしてメタ分析的な証拠があるにもかかわらず、ダークトライアドが単一の構成要素であると仮定した統計的手続きに基づいている。

### 外見
いくつかの学術研究では、ダークトライアドの性格を持つ人は、一目見ただけで平均よりもわずかに容姿が良いと判断されるという証拠が発見されている。2つの研究では、ダークトライアドの特徴を持つ人々が容姿が良いとされるのは、その人達が外見に力を入れているためであり、魅力の差は、無地の服を着て化粧をしないで「着飾ることをやめる」と消えてしまうと主張する。さらに2つの研究では、ナルシストの被験者だけが外見が良いと判断されたが、他のダークトライアドの特徴であるマキャヴェリズムとサイコパシーは外見と相関性がないことがわかった。ダークトライアドの特徴に関連する顔の特徴は、魅力的ではないと評価される傾向がある。

## 関連概念

### ビッグファイブ
ビッグファイブは、ダークトライアドを合わせたものと、ダークトライアドの各特徴との間に有意な関係がある。ダークトライアド全体としては、協調性と誠実性の両方に負の関係がある。より具体的には、マキャヴェリズムは、人間の本性に対する「信頼-疑念」の軸を捉えており、またそれは、協調性特性のサブスケールである信頼によって捕捉されている。外向性は、ナルシシズムのような自己主張、優位性、自己重要感の類似した側面を捉えている。ナルシシズムはまた、誠実性の達成努力と能力の側面にも正に関連している。サイコパシーは、誠実性の低い忠実さと熟慮の側面と最も強い相関関係を持っている。

### 正直-謙虚
HEXACO性格モデルの「正直-謙虚」因子は、誠実さ、公正さ、欲求の回避、謙虚さを測定するために使用されている。正直と謙虚は、ダークトライアドの特徴と強く負の相関があることがわかっている。同様に、3つのダークトライアドの特徴はすべて、正直と謙虚と強い負の相関がある。個人的な利益のために他人を操り、搾取する傾向を表す3つの特徴が概念的に重なっていることが、正直と謙虚の要素の負の関係を定めている。一般的に、DTと低H-Hからの肯定的な効果は、個人レベルで発生し、つまり、どんな利益も特性の観察者（例えば、成功した交配、指導的地位の獲得）に与えられ、他の人や社会全体に利益が与えられることはない。研究では、正直と謙虚のスコアが低い個人は、自己申告の創造性において高いレベルを持っていることがわかっている。

### 脆弱性ダークトライアド
脆弱性ダークトライアド（VDT）は、脆弱性ナルシシズム、第2因子サイコパシー、境界性パーソナリティ障害の3つの関連性のある類似した構成要素から構成されている。ある研究では、これら3つの構成要素は互いに有意に関連しており、類似した名目論的ネットワークを示していることが明らかになっている。また、VDTの人々は、否定的な感情や拮抗的な対人関係のスタイルに関連しているが、内向性や抑制にも関連している。しかし、この研究の結果は、臨床評価から得られた情報よりも、白人大学生の両親の自己申告に基づいていることに注意が必要である。

### 悪性ナルシシズム
臨床/病理学的領域内では、ナルシシズムは悪性ナルシシズムとして知られている特に重篤な形態で現れることがある。悪性ナルシシズムは、壮大なナルシシズムの徴候や症状だけでなく、被害妄想、サディズム、攻撃性、およびサイコパシー（特に反社会的行動）の特徴を含む。

### ライトトライアド
ダークトライアドに影響を受けたスコット・バリー・カウフマンは、ヒューマニズム、カンティズム、人間性への信仰という人格的美徳の「ライトトライアド」を提案した。このテストは、ダークトライアド・テストの反転テストではなく、実際にカウフマンは、ダークトライアドのコーディングを逆転させることを避け、ダークトライアド・テストとは概念的に反対の特性に焦点を当てた。
ライトトライアドの特性で高いスコアを獲得した個人は、より高いレベルの宗教性、精神性、人生の満足、他者の受容、自分も他者もいい人であるという信念、思いやり、共感性、開放性、誠実性を示した。